# Cattedrale di Kalmar
La cattedrale di Kalmar (Kalmar domkyrka) è la principale chiesa luterana dell'omonima città svedese.

## Storia

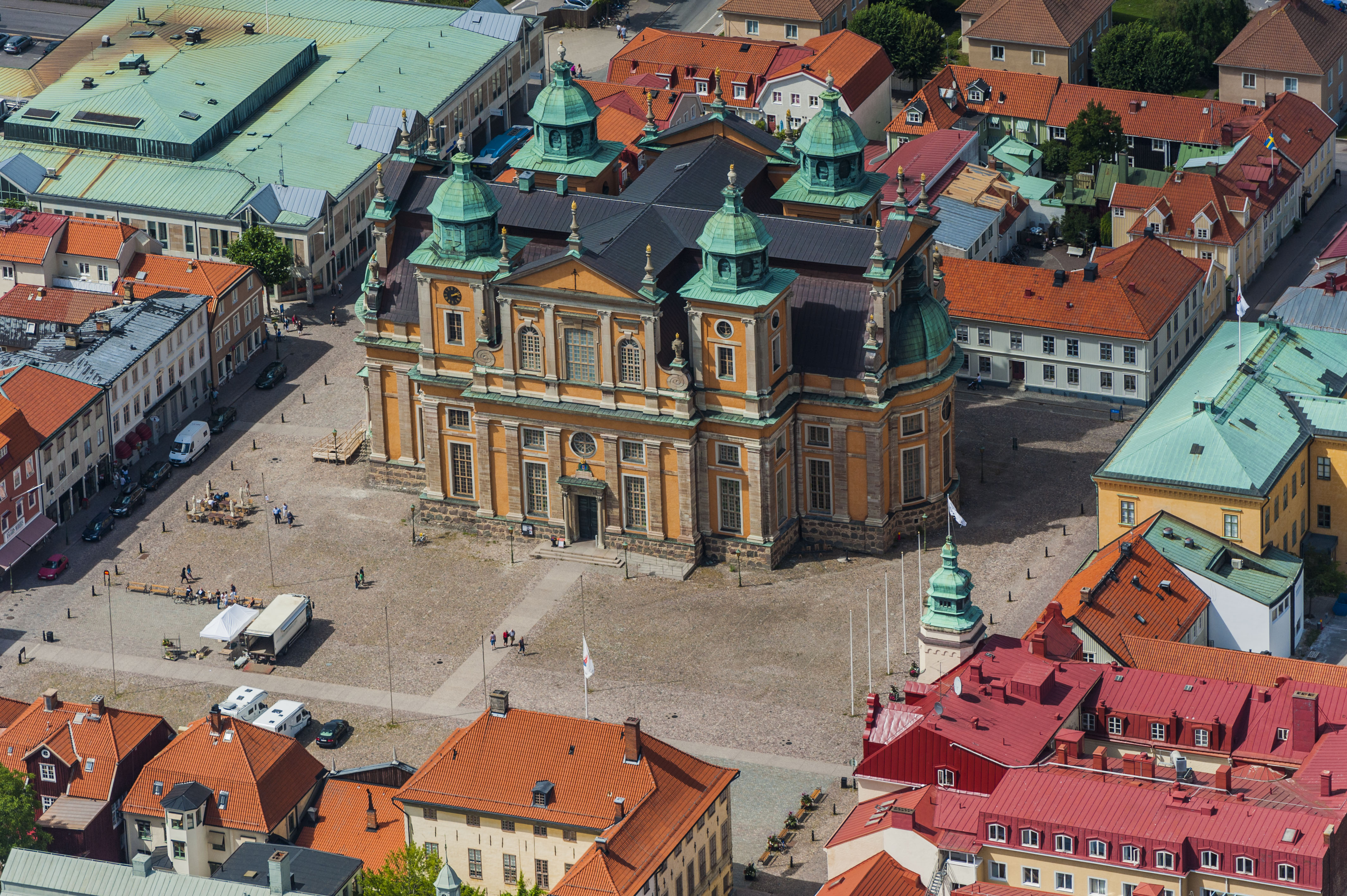
Veduta aerea.

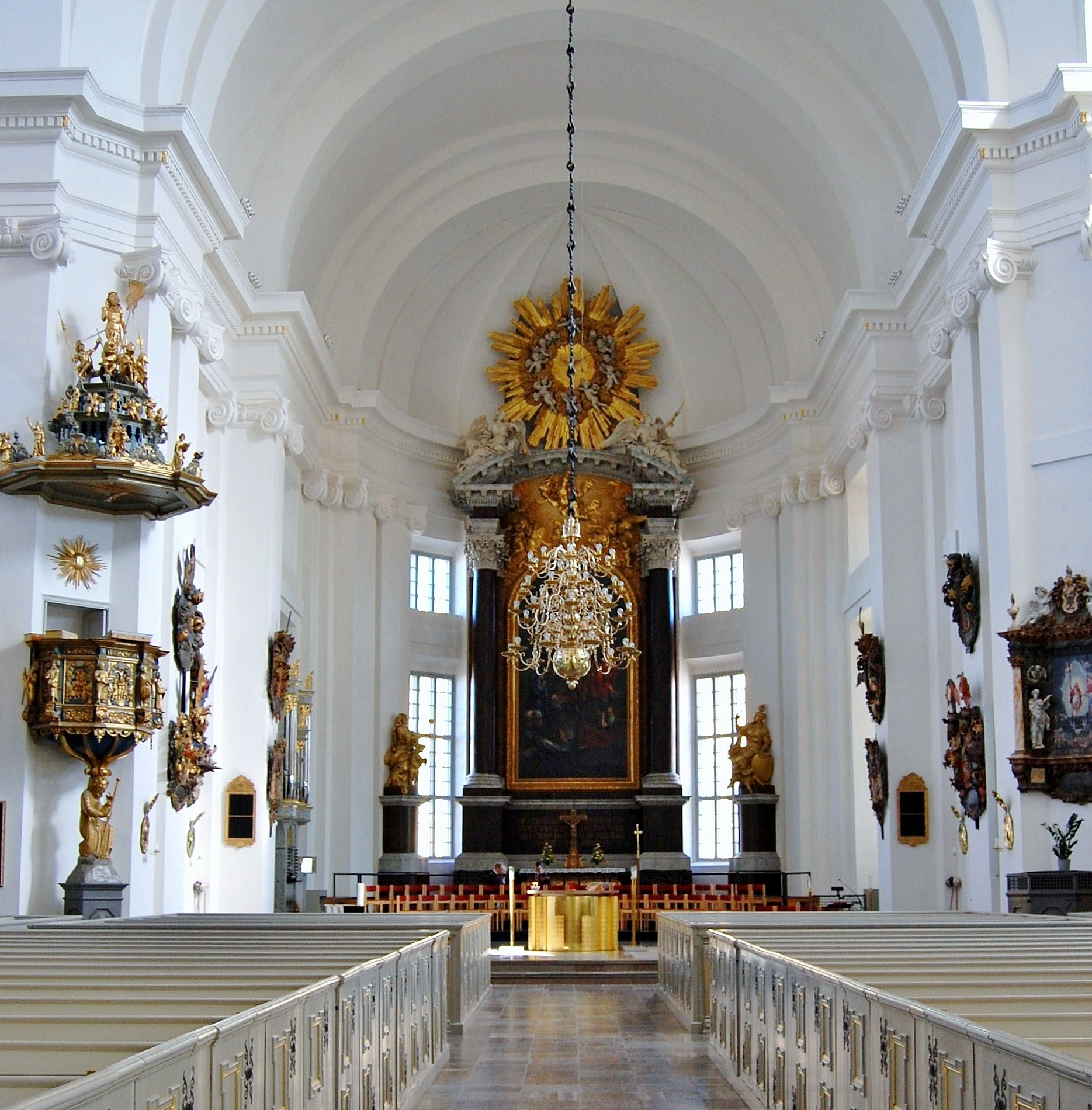
L'interno col ricco mobilio.

La cattedrale costruita a partire dal 1660 su progetto dell'architetto Nicodemus Tessin il Vecchio ma sono stati interrotti più volte, anche a causa della guerra di Scania (1675-1679). La costruzione dell'edificio ha poi ripreso e la cattedrale di Kalmar è stata terminata nel 1703.

## Descrizione
L'edificio è in stile barocco e presenta una pianta a croce greca con torrette angolari, mentre i bracci est ed ovest sono allungati ed absidati. La facciata si ispira a quella della chiesa del Gesù a Roma.
All'interno, nonostante i numerosi restauri nel corso dei secoli, la chiesa ha sostanzialmente mantenuto il suo carattere originale. L'altar maggiore, disegnato da Nicodemus Tessin il Giovane nel 1704, venne realizzato dopo il 1712 da Caspar Schroeder. La pala d'altare, opera di David von Krafft, è una copia del dipinto Descente de croix di Charles Le Brun che si trova al Musée des Beaux-Arts di Rennes. La pala è inquadrata da due colonne di porfido che sorreggono un timpano spezzato, al di sotto del quale, realizzato in legno dorato, è un bassorilievo raffigurante Dio Creatore, sormontato da un analogo bassorilievo raffigurante lo Spirito Santo sotto forma di colomba circondato da angeli.
Alla sinistra dell'altare si trova il pulpito con baldacchino, realizzato alla metà del XVII secolo dallo scultore Balzar Hoppenstedt, sorretto da una statua di san Cristoforo patrono della città.